# Pasquale Preziosa

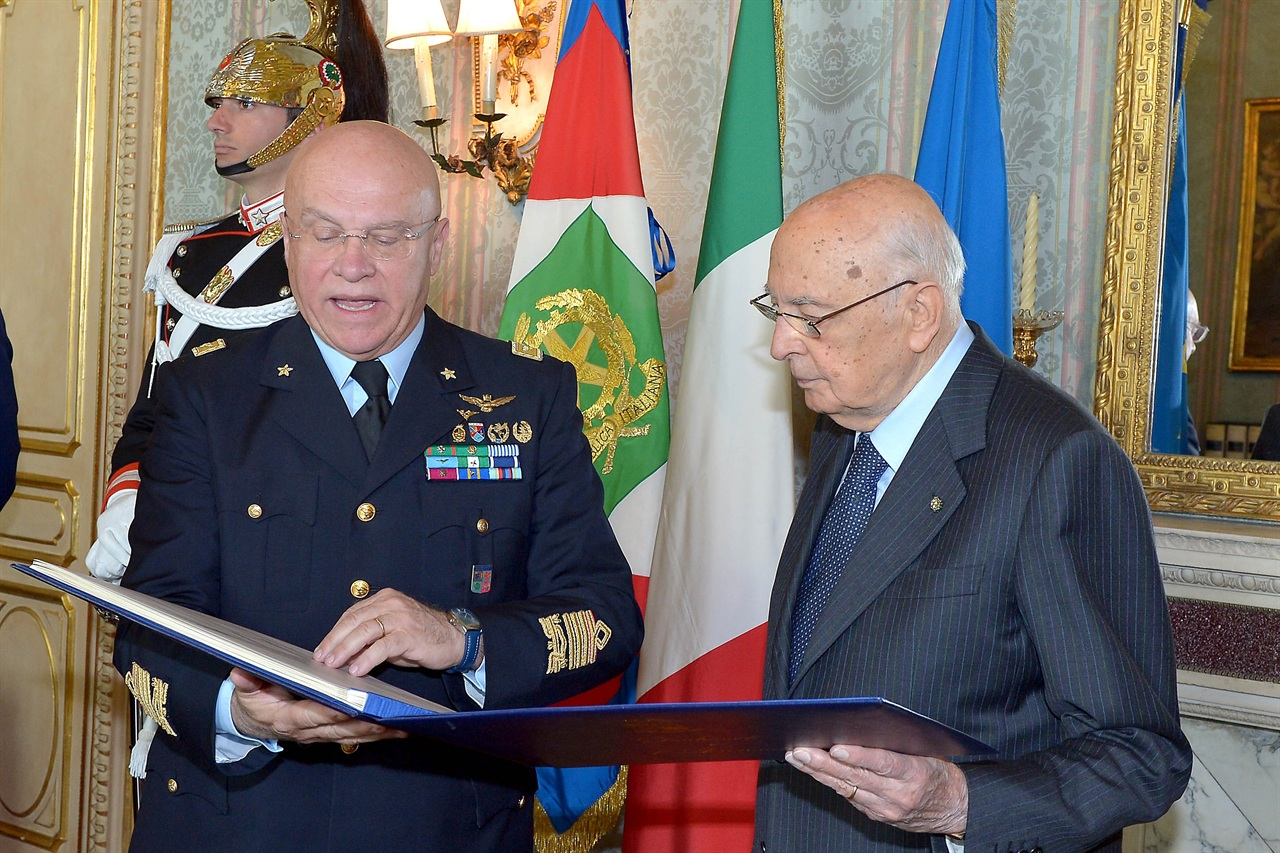
Pasquale Preziosa (links) mit dem damaligen Staatspräsidenten Giorgio Napolitano (2014)

Pasquale Preziosa (* 21. März 1953 in Bisceglie, Apulien) ist ein italienischer General im Ruhestand. Von Februar 2013 bis März 2016 war er Stabschef der italienischen Luftwaffe (Aeronautica Militare).

## Leben
Pasquale Preziosa trat 1971 in die italienische Luftwaffe ein und wurde nach seiner Offizierausbildung in Lecce und Amendola zum Jetpiloten ausgebildet. 1977 wurde er in Grosseto auf die Lockheed F-104 umgeschult und der 382. Jagdbomberstaffel (382ª Squadriglia) in Gioia del Colle zugeteilt. Von April 1981 bis August 1982 war er am gleichen Standort „Staffelkapitän“ der 384. Staffel. Danach war er als Einsatzoffizier der 156. Jagdbombergruppe und später des 36. Geschwaders in Gioia de Colle tätig. 1983 wurde er in Cottesmore im Vereinigten Königreich beim Tri-National Tornado Training Establishment auf das Muster Panavia Tornado umgeschult und zum Fluglehrer ausgebildet. Ab September 1987 kommandierte er in Gioia del Colle die 156º Gruppo.
Nachdem Preziosa von September 1980 bis April 1981 den ersten Teil der Generalstabsausbildung an der Scuola di Guerra Aerea in Florenz absolviert hatte, folgte dort von September 1988 bis Juni 1989 der zweite Teil. Danach wurde er Adjutant des Befehlshabers der 2. Luftwaffenregion (2ª Regione Aerea) in Rom. Von Januar 1992 bis August 1994 war er Sachgebietsleiter im Finanzplanungsreferat des Luftwaffengeneralstabs. Nachdem er von September 1994 bis September 1996 das 36. Geschwader in Gioia del Colle kommandiert hatte, war er bis Oktober 1998 im genannten Finanzplanungsreferat und in der Planungsabteilung des Luftwaffengeneralstabs leitend tätig. Von Oktober 1998 bis Juni 1999 absolvierte er die Führungsakademie der Streitkräfte in Rom. Anschließend leitete er bis Dezember 2001 das Büro des Stabschefs der italienischen Luftwaffe. Von Dezember 2001 bis August 2003 war er stellvertretender Leiter der Planungs- und Operationsabteilung des Luftwaffengeneralstabs (A3).
Beförderungen
- 1973 Sottotenente
- 1975 Tenente
- 1977 Capitano
- 1982 Maggiore
- 1985 Tenente Colonnello
- 1991 Colonnello
- 1999 Generale di Brigata Aerea
- 2005 Generale di Divisione Aerea
- 2009 Generale di Squadra Aerea

Von August 2003 bis September 2006 war Preziosa als Verteidigungsattaché an der Botschaft Italiens in den Vereinigten Staaten in Washington, D.C. eingesetzt. Anschließend übernahm er im Generalstab der italienischen Streitkräfte in Rom bis Februar 2008 die Leitung der Finanzplanungsabteilung und dann bis Oktober 2009 die Planungs- und Operationsabteilung (J3). Nach einer kurzen Verwendung beim Generalstab der Luftwaffe leitete Preziosa von April 2010 bis Dezember 2011 das Ausbildungskommando der italienischen Luftwaffe in Bari, danach diente er bis Februar 2013 als Kabinettschef des Verteidigungsministers. Am 25. Februar 2013 wurde Preziosa zum Chef des Generalstabes der italienischen Luftwaffe (Capo di Stato Maggiore dell’Aeronautica Militare) ernannt. Am 30. März 2016 gab er diesen Posten an Generalleutnant Enzo Vecciarelli ab und ging in den Ruhestand.
Preziosa hat insgesamt etwa 2300 Stunden auf diversen Flugzeugtypen der italienischen Luftwaffe erflogen.

## Privates
Pasquale Preziosa ist verheiratet und hat zwei Töchter.